# 二井站 (日本)

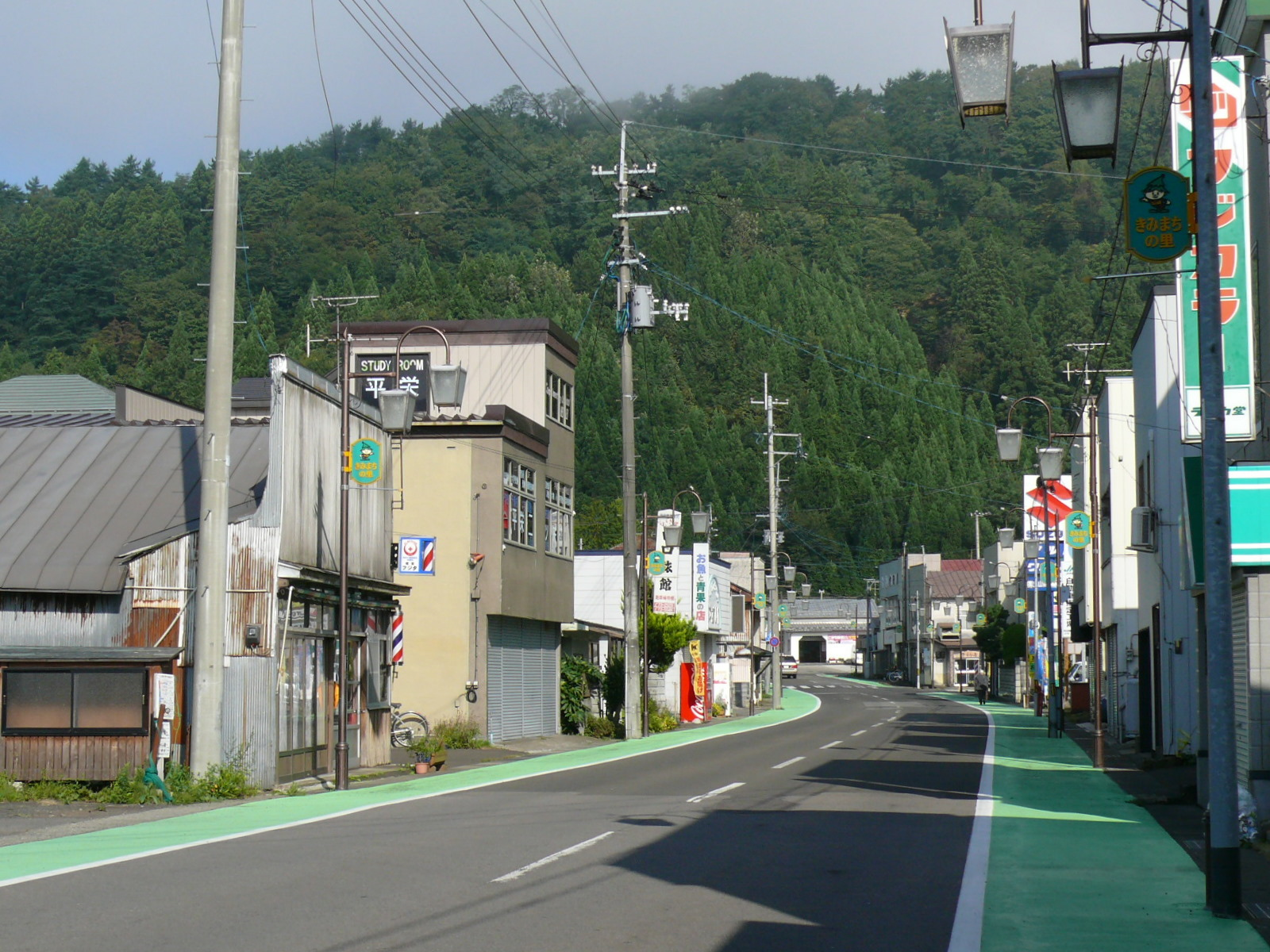
站前道路。後方為車站大樓。
（2009年9月19日）

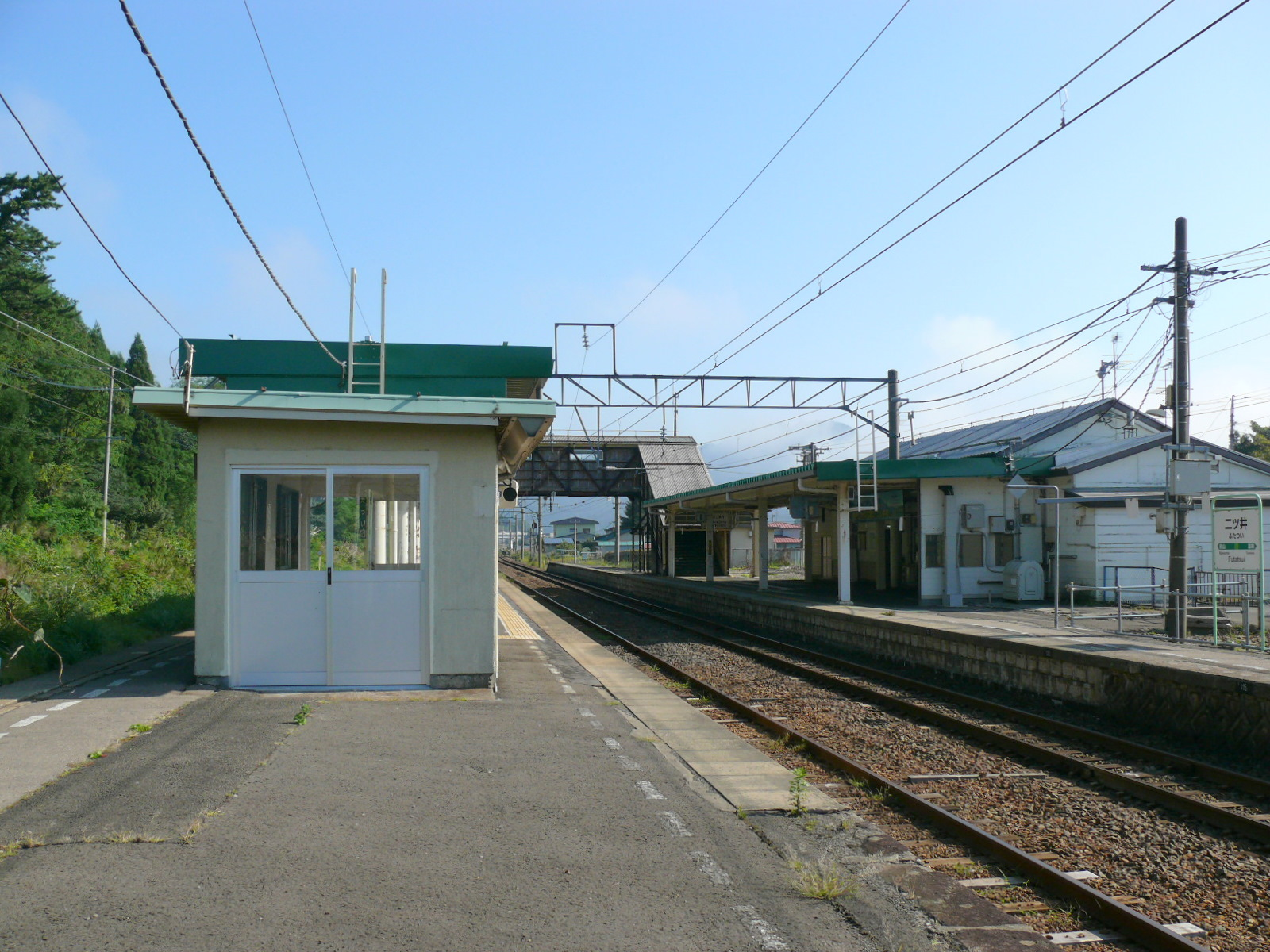
從2號月台望向車站大樓。
（2009年9月19日）

二井站（日语：／ Futatsui eki */?）是位於秋田縣能代市二井町，屬於東日本旅客鐵道（JR東日本）的奧羽本線車站。

## 歷史
- 1901年（明治34年）11月1日：國鐵鷹之巢站至能代站（現時為東能代站）之間開業，此站啟用。當時車站位於山本郡二井町（日语：二ツ井町）[1]。
- 1909年（明治42年）10月12日 - 制定路線名稱，此站成為奥羽本線車站。
- 1922年（大正11年）9月25日：由中西德五郎經營的軌道啟用。
- 1940年（昭和15年）3月1日：由中西德五郎經營的軌道廢止。
- 1987年（昭和62年）4月1日：伴隨國鐵分割民營化，車站由東日本旅客鐵道（JR東日本）營運。
- 1988年（昭和63年）4月1日：成為直營車站[2]。
- 2003年（平成15年）4月1日：成為業務委託車站。

## 車站構造
此站是地面車站，設有1面1線的單式月台和1面2線的島式月台，共設有2面3線的月台。各月台間透過跨線橋連接。此站是由東能代站管理的業務委託車站，並委托JR東日本東北綜合服務負責車站業務，於早上和晚間沒有車站職員當值。站內設有綠色窗口和1座輕觸式自動售票機。

### 月台
| 月台 | 路線      | 上下行 | 方向             |
| ---- | --------- | ------ | ---------------- |
| 1    | ■奧羽本線 | 上行   | 東能代、秋田方向 |
| 2、3 | ■奧羽本線 | 下行   | 大館、青森方向   |

參考
2號月台為上下行共用的待避線，可從和向兩個方向到達和出發。部分下行普通列車使用該月台。

## 使用狀況
根據「JR東日本」的資料，在2019年度（令和元年度）1日平均乘車人次為302人。
以下列出近年乘車人次變化：
| 年度               | 1日平均 乘車人次 | 參考資料        |
| ------------------ | ---------------- | --------------- |
| 2000年（平成12年） | 615              | [ 利用客数 2 ]  |
| 2001年（平成13年） | 597              | [ 利用客数 3 ]  |
| 2002年（平成14年） | 543              | [ 利用客数 4 ]  |
| 2003年（平成15年） | 538              | [ 利用客数 5 ]  |
| 2004年（平成16年） | 489              | [ 利用客数 6 ]  |
| 2005年（平成17年） | 474              | [ 利用客数 7 ]  |
| 2006年（平成18年） | 454              | [ 利用客数 8 ]  |
| 2007年（平成19年） | 443              | [ 利用客数 9 ]  |
| 2008年（平成20年） | 472              | [ 利用客数 10 ] |
| 2009年（平成21年） | 471              | [ 利用客数 11 ] |
| 2010年（平成22年） | 475              | [ 利用客数 12 ] |
| 2011年（平成23年） | 455              | [ 利用客数 13 ] |
| 2012年（平成24年） | 423              | [ 利用客数 14 ] |
| 2013年（平成25年） | 403              | [ 利用客数 15 ] |
| 2014年（平成26年） | 391              | [ 利用客数 16 ] |
| 2015年（平成27年） | 393              | [ 利用客数 17 ] |
| 2016年（平成28年） | 351              | [ 利用客数 18 ] |
| 2017年（平成29年） | 318              | [ 利用客数 19 ] |
| 2018年（平成30年） | 303              | [ 利用客数 20 ] |
| 2019年（令和元年） | 302              | [ 利用客数 1 ]  |

## 車站周邊
此車站位於前二井町中心。
- 能代市政廳二井町廳舍（前二井町（日语：二ツ井町）公所）
  - 能代市立二井圖書館 - 位於第3層
- 秋田縣立二井高等學校（日语：秋田県立二ツ井高等学校）
- 秋田銀行二井分店
- 北都銀行（日语：北都銀行）二井分店
- 羽後信用金庫（日语：羽後信用金庫）二井分店
- 秋田白神農業協同組合（日语：あきた白神農業協同組合）二井分店
- 二井郵局

## 巴士路線
- 高速巴士二井巴士站（羅森二井店前）
  - 木星號（日语：ジュピター号） 能代、二井 - 大宮、池袋（秋北巴士（日语：秋北バス））
- 巴士路線（秋北巴士（日语：秋北バス）、第一觀光巴士（日语：第一観光バス））二井站前巴士站
  - 富根、能代站、能代巴士站、能代厚生醫療中心（日语：能代厚生医療センター）方向
  - 藤琴、粕毛、湯之澤溫泉、真名子方向
  - 藤琴、長瀞、熊之岱方向

## 相鄰車站
東日本旅客鐵道（JR東日本）
■奧羽本線
- 特急「津輕」停車站

□快速
東能代－二井－鷹之巢
■普通
富根－二井－前山

## 注腳

### 使用狀況
1. 1 2  . 東日本旅客鉄道.   [2020-07-18]. （原始内容存档于2020-07-14） （日语）.
2. ↑  . 東日本旅客鉄道.   [2019-02-20]. （原始内容存档于2019-04-02） （日语）.
3. ↑  . 東日本旅客鉄道.   [2019-02-20]. （原始内容存档于2019-02-22） （日语）.
4. ↑  . 東日本旅客鉄道.   [2019-02-20]. （原始内容存档于2019-04-02） （日语）.
5. ↑  . 東日本旅客鉄道.   [2019-02-20]. （原始内容存档于2019-03-27） （日语）.
6. ↑  . 東日本旅客鉄道.   [2019-02-20]. （原始内容存档于2019-02-23） （日语）.
7. ↑  . 東日本旅客鉄道.   [2019-02-20]. （原始内容存档于2019-04-02） （日语）.
8. ↑  . 東日本旅客鉄道.   [2019-02-20]. （原始内容存档于2019-04-02） （日语）.
9. ↑  . 東日本旅客鉄道.   [2019-02-20]. （原始内容存档于2019-04-02） （日语）.
10. ↑  . 東日本旅客鉄道.   [2019-02-20]. （原始内容存档于2019-02-22） （日语）.
11. ↑  . 東日本旅客鉄道.   [2019-02-20]. （原始内容存档于2019-04-02） （日语）.
12. ↑  . 東日本旅客鉄道.   [2019-02-20]. （原始内容存档于2019-04-02） （日语）.
13. ↑  . 東日本旅客鉄道.   [2019-02-20]. （原始内容存档于2019-04-02） （日语）.
14. ↑  . 東日本旅客鉄道.   [2019-02-20]. （原始内容存档于2019-04-02） （日语）.
15. ↑  . 東日本旅客鉄道.   [2019-02-20]. （原始内容存档于2017-02-08） （日语）.
16. ↑  . 東日本旅客鉄道.   [2019-02-20]. （原始内容存档于2019-04-02） （日语）.
17. ↑  . 東日本旅客鉄道.   [2019-02-20]. （原始内容存档于2019-03-23） （日语）.
18. ↑  . 東日本旅客鉄道.   [2019-02-20]. （原始内容存档于2019-03-27） （日语）.
19. ↑  . 東日本旅客鉄道.   [2019-07-08]. （原始内容存档于2019-03-25） （日语）.
20. ↑  . 東日本旅客鉄道.   [2019-07-08]. （原始内容存档于2019-07-05） （日语）.

## 外部連結
- 車站資訊（二井）：東日本旅客鐵道（日語）